# 小行星8501
小行星8501（英語：8501 Wachholz）是一颗围绕太阳公转的小行星。1990年10月13日，卢茨·D·施耐德、佛蒙特·伯根在陶腾堡发现了此天体。
这颗小行星的绝对星等为179.8471321859944等。